# Wehrtechnische Dienststelle für Informationstechnologie und Elektronik
Die Wehrtechnische Dienststelle für Informationstechnologie und Elektronik (WTD 81) ist eine Behörde im Organisationsbereich Ausrüstung, Informationstechnik und Nutzung (AIN) der Bundeswehr. Die Wehrtechnische Dienststelle bearbeitet ein breites technisches Spektrum aus den Bereichen Informationsgewinnung, Informationsübertragung, Informationsverarbeitung und zusätzlich einige Sondergebiete wie Elektromagnetische Verträglichkeit, Feuerleittechnik, Navigation und Prüftechnik. Sie untersteht dem Bundesamt für Ausrüstung, Informationstechnik und Nutzung der Bundeswehr (BAAINBw).

## Geschichte
1960 legte ein Erlass des Bundesministers der Verteidigung den Grundstein für die Gründung einer Erprobungsstelle für Fernmeldewesen und Elektronik (ErpSt 81). Diese wurde am 1. September 1964 in Greding eröffnet und 1987 in Wehrtechnische Dienststelle für Fernmeldewesen und Elektronik (WTD 81) umbenannt. Seit 2003 führt sie die Bezeichnung Wehrtechnische Dienststelle für Informationstechnologie und Elektronik. Erster Dienststellenleiter 1961 war Alfred Forstmeyer.